# 費奧菲利夫卡
52°5′48″N 33°41′29″E / 52.09667°N 33.69139°E
費奧菲利夫卡（烏克蘭語：Феофілівка）是位於烏克蘭東北部的村莊，由蘇梅州紹斯特卡區的亞姆皮利市鎮負責管轄。該村處於比奇哈河左岸，距離斯泰普內2公里，海拔高度163米，2001年人口33。